# Francis Albert Sinatra & Antonio Carlos Jobim
Francis Albert Sinatra & Antonio Carlos Jobim è un album del crooner statunitense Frank Sinatra, realizzato assieme al compositore brasiliano Antônio Carlos Jobim e pubblicato nel 1967 dalla Reprise Records.

## Il disco
Nel 1962 e 1963 Jobim e João Gilberto resero famosa e apprezzata in tutto il mondo la bossa nova. Sinatra arrivò a questo passo solo nel 1967, con questo album che è quasi un canzoniere di Jobim stesso. Il crooner tentò di fare una svolta su musiche più giovanili per tenere testa ai Beatles, che in quegli anni erano decisamente in vetta alle classifiche sia di Regno Unito che di Stati Uniti.
Il risultato è un album dalle dolci melodie in portoghese che vede il suo apice in The Girl from Ipanema, e da tre standard dell'epoca d'oro statunitense.

## Tracce
1. The Girl from Ipanema - 3:00 - (Jobim, Gimbel, de Moreas)
2. Dindi - 3:25 - (Jobim, Gilbert, de Oliveria)
3. Change Partners - 2:40 - (Berlin)
4. Quiet Nights and Quiet Stars (Corcovado) - 2:45 - (Jobim, Lees)
5. Meditation (Meditação) - 2:51 - (Jobim, Gimbel, de Oliveria)
6. If You Never Come to Me (Inútil Paisagen) - 2:10 - (Jobim, Gilbert, de Oliveria)
7. How Insensitive (Insensatez) - 3:15 - (Jobim, Gimbel, de Moreas)
8. I Concentrate on You - 2:32 - (Porter)
9. Baubles, Bangles and Beads - 2:32 - (Wright, Forrest, Borodin
10. Once I Loved (O Amor em Paz) - 2:37 - (Jobim, Gilbert, de Moreas)

## Musicisti
- Frank Sinatra - voce;
- Antônio Carlos Jobim - voce, pianoforte, chitarra;
- Claus Ogerman - arrangiamenti.